# 漆器

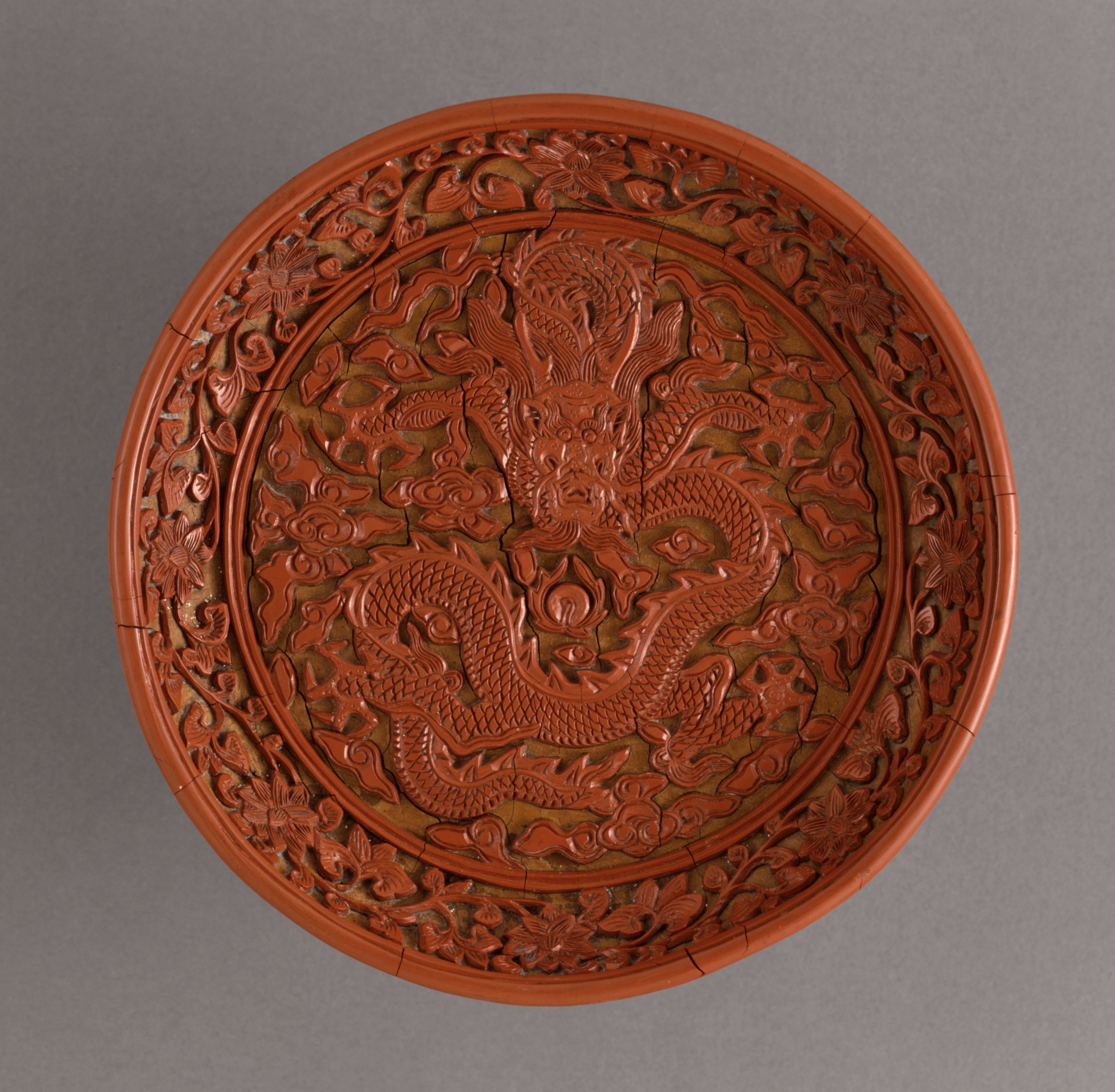
雕漆盘龙，中国，明朝，萬曆年间（1573–1620）

漆器是一种用生漆塗敷在器物胎體表面作為保護膜製成的工艺品或生活用品。漆器早在新石器时代至商代就已出现。表面被塗過漆的胎體經過反覆多次的髹塗後，不僅堅固耐用，多樣的裝飾使器物色澤華麗。

## 起源

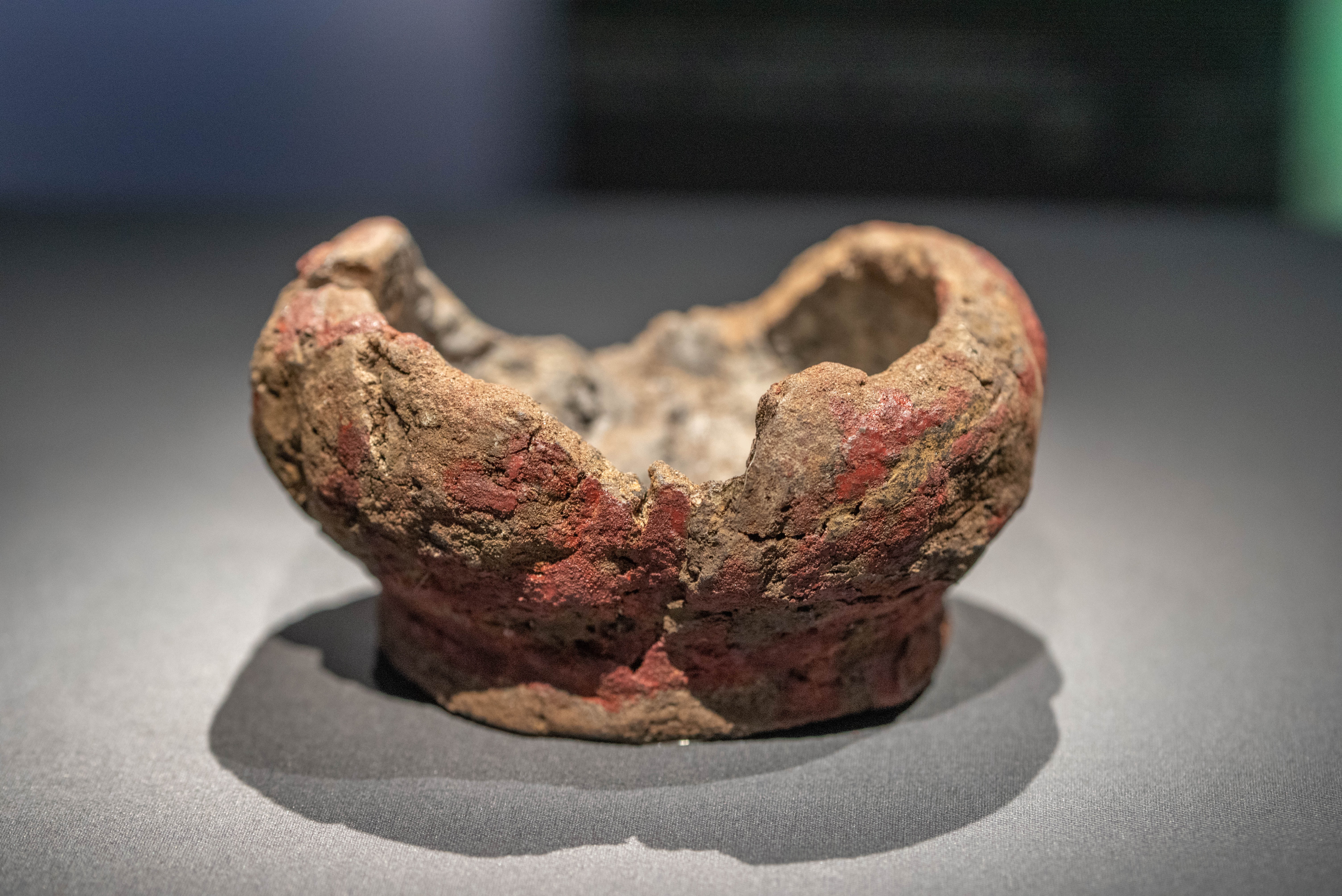
河姆渡出土漆碗

漆是世界上最早的塑料，起源不明。1976年河南安阳发现一个公元前13世纪的漆器棺材。
1978年浙江餘姚河姆渡遺址中出土距今七千年的木碗（現存浙江省博物館），木碗的外璧塗上朱紅色的色料，經化學鑑定此塗料為天然漆。
中国漆器工艺影响了其他国家的漆器工艺的发展，比如東亞和東南亞的漆器工藝。

## 歷史

### 中國
中國古代漆器的工藝，早在新石器時代就已經出現，夏代的木胎漆器不僅用於日常生活，也用於祭祀，並常用朱、黑二色來髹塗。《韓非子·十過》中記載：“禹作為祭器，墨染其外，而朱畫其內」，被認為是對早期漆器的描述。殷商時代已有「石器雕琢，觴酌刻鏤」的漆藝。1973年河北省藁城县成台西村商代遺址中出土的漆器殘片，在木胎上雕飾饕餮紋，並塗上朱、黑兩色的漆。
周朝的漆器則除了朱畫之外，還用貝殼、金、玉等材料裝飾嵌入漆器，以貝殼嵌入漆上裝飾的稱為螺鈿。
春秋、戰國時，漆器的木胎生產變的更加容易，部分生活用品常用漆器；胎骨材料也變的更加多樣化。此外為了增加器物的立體感，使其更加精美，雕刻和漆工互相結合，許多動物形象經過雕刻，巧妙的纏結在一起，漆器的用色也更為豐富，技法也更為熟練，圖案表顯多為宗教及當時的生活型態。
秦、漢時代漆器工藝走向繁榮興盛的的重要時期，當時漆器是貴重物品的代表，因它胎體輕便、方便使用、光澤美麗，甚至取代了青銅器。秦代的漆工業承襲了春秋戰國時楚、秦的風格且加以創新。
西漢漆器到達鼎盛時期，數量之多、規模之大也反映出漆器為當時人普遍使用。西漢時期，漆器的製造已有細緻的分工。1959年貴州清鎮平壩村漢墓出土西漢耳杯，其銘文顯示西漢有素工，髹工，上工，銅耳黃塗工，畫工，清工，造工等工種。漢代的漆器造型多樣，也考慮到現實生活中的使用方便，出現了多子盒：奩的出現。器物的裝飾除了彩繪和針刻，也出現金銀鑲嵌（戧金），更調配出各色的油彩以作畫。裝飾題材具體反映出漢代道教和巫術信奉的思想與生活內容。
漆器在漢代以後急遽衰退。桑弘羊在《鹽鐵論·散不足》中批評漆器成本太高，“一杯棬用百人之力，一屏風就萬人之功”，極大地浪費了社會生產。加上物美價廉的瓷器工藝日漸成熟，漆器逐漸脫離日常生活用具的範圍。西晉以後到南北朝，由於佛教的盛行，出現利用夾紵工藝所造的大型佛像，此時的漆工藝被用來為宗教信仰服務，夾紵胎漆器也因而發展。所謂的夾紵是以漆輝和麻布造型作為漆胎，胎骨輕巧而堅牢。
唐代經濟發達文化繁榮，種種因素使工藝美術也隨之發達，在藝術、技術以及生產上，皆遠超過前期。唐朝漆器大放異彩，呈現出華麗的風格，漆器製作技術也往富麗方向發展，金銀平脫、螺鈿、雕漆等製作費時、價格昂貴的技法在當時極為盛行。
宋代漆器的製胎和髹飾技藝已經十分成熟，當時不僅官方設有專門生產機構，民間製作漆器也很普遍。漆器所製作的器皿，樣式多且富變化，造型簡樸，表現出器物結構比例之美。一般而言，宋代漆器以素色靜謐為主。
元朝時手工業受到相當重視，江南的嘉興一帶成為漆器產業的重要中心。官辦、民辦組織龐大，加上社會經濟條件的允許，漆器名匠輩出。漆器品種不少，以螺鈿、戧金、雕漆等製作水準最高，其中雕漆為元代漆器成就的代表之作。
明代工藝美術跨入新的階段，官方設廠專制御用的各種漆器，並由著名的漆藝家管理。除了官設的漆器廠外，民間漆器生產也遍及大江南北。明代江南漆器名家輩出，明初有張德剛，包亮，明代中期有方信川，明末有江千里等，並出現集漆器工藝之大成的著作：黃成著，楊明注《髹飾錄》。
髹飾工藝在這時有很大的革新，結合多種傳統技法，兩種以上的技法作結合，不同的文飾在不同的素地上更換，開創出千文萬華的繁榮局面。

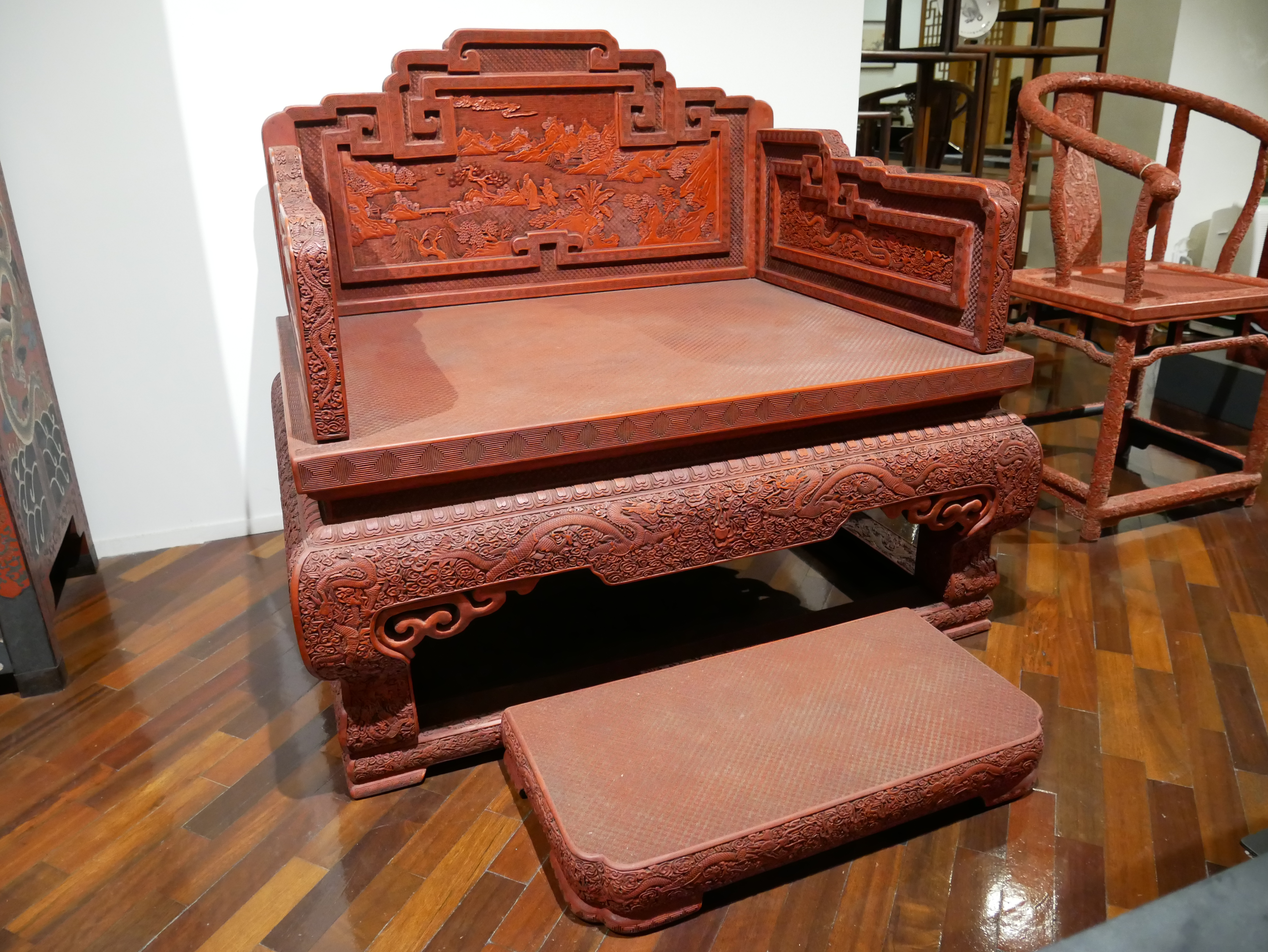
雕漆帶托泥寶座

清代初期製漆業承續明朝，在全國各地發展，以乾隆時期為盛，並逐漸形成各自的製作中心及地方的特色。乾隆年间以红漆造龙椅。直到晚清，清政府的政治從一片繁榮到政治腐敗，整個手工業亦受到波及，除少數地區仍有貢獻外，漆器製造和其他工藝一樣，進入了衰落時期。
今日中國大陸和台灣，漆器仍是民間工藝的重要組成部份，著名的漆器工藝，包括福州的脫胎漆器，廈門的髹金漆絲漆器，廣東暈金漆器，揚州螺鈿漆器，山西平遙推光漆器，成都銀片罩花漆器，安徽屯溪犀皮漆器，北京剔紅漆器，細螺鈿漆器，台灣南投縣黑髹漆器等。

## 漆器各部份

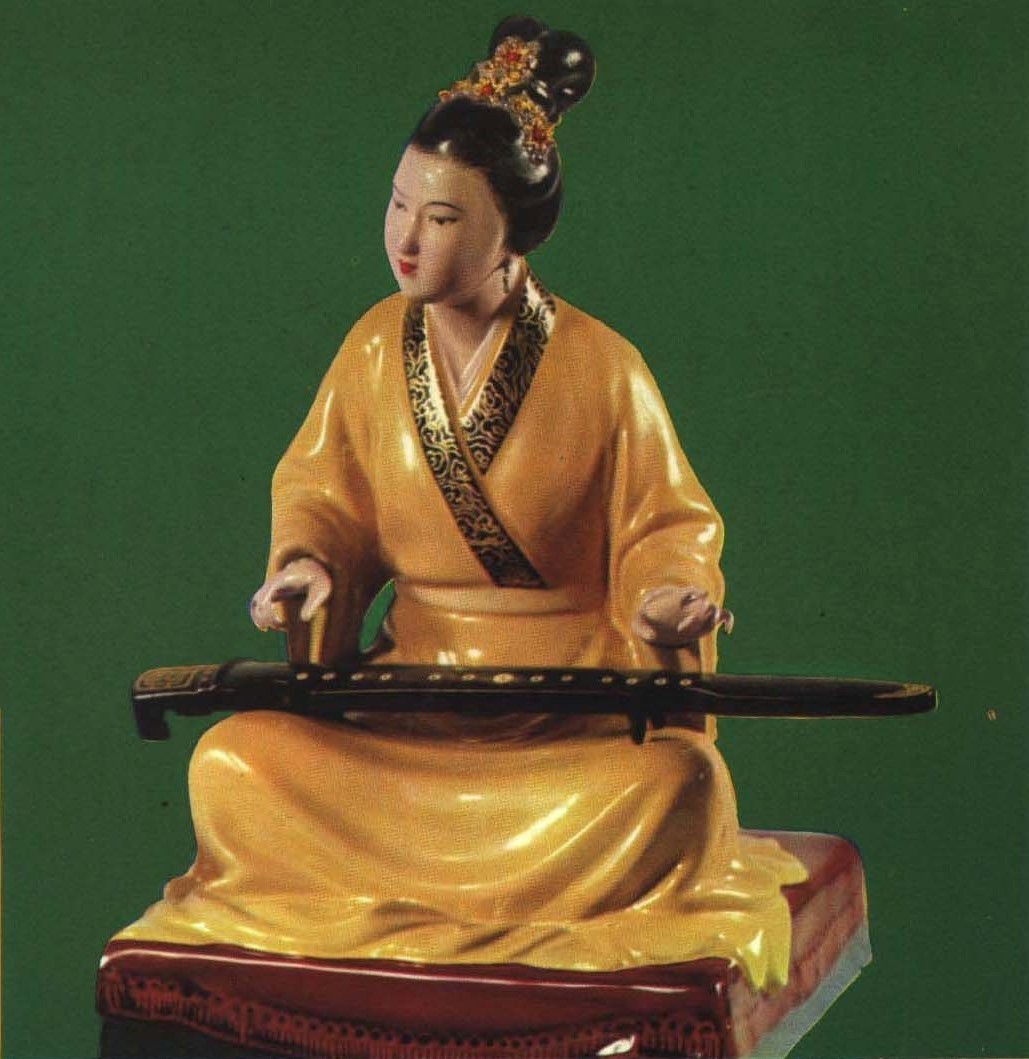
1963年的福州漆器

### 胎體
所謂的「胎體」，即被天然漆所依附塗抹的本體。胎體種類多樣，如木胎、竹篾胎、籐胎、布胎（又稱夾紵或脫胎）、皮胎、金屬胎、陶瓷胎、紙胎，也有利用尿素樹脂成形的塑膠胎等，也就是說廣義上只要胎體表面髹上漆者均可稱為漆器。

### 漆
漆來自於自然界的漆樹，從樹上割取出來的漆液呈乳白色，通稱為生漆。
漆液因為黏著性強，不僅有黏連、加固功能，並能在空氣中乾固成薄膜，質地堅硬、能耐酸鹼、能经受摄氏200至260度的温度，不易剝離，不怕水，不怕细菌侵蚀，因而能保護器物不破壞，唯一的缺點是硬度不高，容易有刮痕。漆还是良好的绝缘体。漆液產生的薄膜光滑細膩，且在漆中加入各種色料，能拿來在器物表面作圖示或繪畫紋飾以美化器物。自古以來漆液一直是人類日常生活中，廣泛被使用來接著材料及塗料。

## 漆器基本製作
漆器製作的程序繁複，可以簡單分為製胎與塗裝兩個步驟，製胎是製作未來的器型，而塗裝則是雕漆或漆繪的裝飾表現。製胎完成以後，便進行漆藝的塗裝工作。

## 外部連結
1. 戶倉恆信〈傳統漆器與仿造漆器〉 （页面存档备份，存于），自由時報，2016年6月7日。